# 하이루딘 오마르
하이루딘 오마르(Hairuddin Omar)는 말레이시아의 전 축구 선수로, 과거 미드필더와 공격수로 활약하였다.